# Milhouse Doesn’t Live Here Anymore
«Milhouse Doesn’t Live Here Anymore» (рус. Милхаус здесь больше не живёт) — двенадцатый эпизод пятнадцатого сезона «Симпсонов». Его первый эфир состоялся 15 февраля 2004 года.

## Сюжет
Во время экскурсии в музей телевидения Милхаус ведет себя довольно странно. Тем временем Гомер и его товарищи по работе проводят теперь большую часть свободного времени в таверне Мо, куда их отправил Мистер Бернс. Таким образом он хотел избавиться от их присутствия на АЭС во время визита совета директоров электростанции. Гомер вдруг замечает, что Апу отмечает свою годовщину бракосочетания, и понимает, что он ничего не приготовил для Мардж. В отчаянии, в баре Мо, он, заливая свое горе пивом, начинает в полусознательном состоянии танцевать на улице. Прохожие, думая, что он нищий и бездомный, начинают подавать ему милостыню.
Между тем раскрывается причина странного поведения Милхауса — он с мамой уезжает жить в Кэпитал-Сити. Жизнь Барта очень сильно меняется после его переезда и во время посещения Милхауса в Кэпитал-Сити он понимает, что прошлое уже не вернуть. Не имея остальных друзей, Барт сближается с сестрой Лизой и они открывают много нового и приятного в своих отношениях. Однако Лиза счастлива, что она нашла нового приятеля в лице Барта. Такие отношения длятся недолго. Лиза чувствует себя преданной, когда Барт возвращается к Милхаусу, который снова вернется в Спрингфилд. Несмотря на все это, Барт показывает, как высоко он ценит дружбу со своей сестрой Лизой.
Гомер, понимая, что попрошайничеством можно заработать неплохие деньги, он начинает заниматься этим с профессионализмом. Заработав таким образом кучу денег, он покупает Мардж дорогой подарок на годовщину брака как настоящий джентльмен. Другие нищие конкуренты Гомера решают избавиться от него, показывая на Мардж, чем он занимается в свободное время и откуда появились деньги на те самые дорогие подарки. Мардж оказывается перед дилеммой — с одной стороны она в отчаянии от того, чем Гомер занимается, а с другой — ей очень нравятся вещи, которые Гомер купил на эти деньги и она никак не может заставить себя расстаться с ними.

## Культурные отсылки
- Название серии является пародией на фильм «Алиса здесь больше не живёт».
- Серия является пародией на рассказ «Человек с рассечённой губой» из сборника «Приключения Шерлока Холмса» Артура Конан Дойля.
- В пасхальном спецвыпуске комедийной передачи, которые Барт и Милхаус смотрят по телевизору в музее телевидения, участвуют актёр Пол Линд и румынская гимнастка Надя Комэнэчи.